# STS-41C
STS-41C e десетата мисия на НАСА по програмата Спейс шатъл и пети полет на совалката [[Чалънджър (на английски: Long Duration Exposure Facility – LDEF) и „улавяне“, ремонт и повторно пускане в орбита на спътника Солар Макс, изведен в орбита през 1980 г.

## Екипаж
| Пост                    | Астронавт                                |
| ----------------------- | ---------------------------------------- |
| Командир                | Робърт Крипън трети космически полет     |
| Пилот                   | Френсис Скоби първи космически полет     |
| Специалист на мисията 1 | Джордж Нелсън първи космически полет     |
| Специалист на мисията 2 | Джеймс Ван Хофтен първи космически полет |
| Специалист на мисията 3 | Тери Харт първи космически полет         |

- Броят на полетите е преди и включително тази мисия.

## Полетът
Първоначално полетът е планиран като STS-13. Стартът е даден 8:58 Източно време и е първият с директна траектория на изкачване до висока орбита (533 км), използвайки орбиталните маневриращи двигатели само веднъж за целта.
Първата задача – пускането на LDEF в орбита е изпълнена на втория ден от полета с помощта на Канадарм. LDEF представлява пасивен апарат с цилиндрична форма и маса около 9700 кг, диаметър около 4,3 м и дължина 9,1 м. На борда и се извършват 57 научни експеримента, разработени от над 200 учени от 8 страни. Прибирането на капсулата е насрочено за 1985 г., но закъснелия график на полетите и накрая катастрофата на совалката Чалънджър, полет STS-51L отлагат връщането и за дълго време. В крайна сметка това става през 1990 г. по време на мисия STS-32 на совалката Колумбия.
На третия ден от мисията совалката е издигната до орбита от около 560 km – тази на спътника Солар Макс. Астронавтите Джордж Нелсън и Джеймс Ван Хофтен правят две отделни космически разходки и с помощта на т. нар. маневрираща раница (на английски: Manned Maneuvering Unit) (MMU) в товарния отсек на совалката отремонтират спътника. Спътникът е напълно възстановен за работа.
На совалката се извършва и още един експеримент – определяне на начина, по който пчелите правят килийки на пчелни пити в условията на безтегловност. Резултатът е, че това се прави толкова успешно от тях, колкото и на Земята.
Друга задача, извършена по време на мисията е заснимането на филм с помощта на IMAX-камера. Тези кадри са използвани във филма The Dream is Alive.
След почти 7 дни в космоса мисията приключва на 13 април на писта 17 във Военновъздушната база „Едуардс“ в Калифорния. В Космическия център „Кенеди“ е върната на 18 април 1984 г.

## Параметри на мисията
- Маса:
  - При излитане: 115 361 кг
  - При кацане: 89 344 кг
  - Маса на полезния товар: 17 357 кг
- Перигей: 222 км
- Апогей: 468 км
- Инклинация: 28,5°
- Орбитален период: 91.4 мин.

### Космически разходки
| № | Участници                         | Начало                  | Край                    | Продължителност  |
| - | --------------------------------- | ----------------------- | ----------------------- | ---------------- |
| 1 | Джордж Нелсън и Джеймс Ван Хофтен | 8 април 1984 14:18 UTC  | 8 април 1984 16:56 UTC  | 2 часа 38 минути |
| 2 | Джордж Нелсън и Джеймс Ван Хофтен | 11 април 1984 08:58 UTC | 11 април 1984 15:42 UTC | 6 часа 44 минути |

## Галерия
- LDEF след „експозирането“ в орбита.
- „Солар Макс“ в орбита.
- Астронавтите Нелсън и Ван Хофтен ремонтират спътника.